# The Stranger (album)
The Stranger je peti studijski album ameriškega kantavtorja Billyja Joela, ki je izšel 29. septembra 1977 pri založbi Columbia Records. Medtem, ko so bili Joelovi prvi štirje albumi zmerno uspešni, je The Stranger postal Joelov prvi komercialni in kritični preboj na sceno. Dosegel je 2. mesto lestvice in tam ostal šest tednov. The Stranger ostaja Joelov najbolje prodajani studijski album, bil pa je tudi uvrščen na 70. mesto Seznama 500 najboljših albumov vseh časov revije Rolling Stone.

## Produkcija
Leta 1976 je Joel imel zanesljivo spremljevalno skupino, ki so jo sestavljali Doug Stegmeyer na basu, Liberty DeVitto na bobnih in Richie Cannata na saksofonu, flavti, klarinetu in orglah. Skupina pa nikoli ni imela konstantnega kitarista, ker je bilo po Joelovem mnenju težko najti pravega kitarista. V skupini so se tako kot kitaristi menjali Russell Javors, Howie Emerson in jazz kitarist Steve Khan. Joel je napisal številne nove skladbe, ki jih je želel posneti s spremljevalno skupino v studiu tako, kot je to storil pri albumu Turnstiles. Srečal je tudi Georgea Martina, producenta skupine The Beatles in kot velik oboževalec Beatlov je Joel želel, da bi Martin produciral njegov novi album. Martin je bil zainteresiran, vendar albuma ni želel snemati z Joelovo spremljevalno skupino, zato ni nikoli prišlo do realizacije tega projekta. Joel je nato srečal newyorškega producenta Phila Ramoneja, ki je kasneje produciral njegov novi album. Ramone se je dobro ujel z Joelovo spremljevalno skupino, všeč mu je bila zlasti njihova energija in njihov nastop na konceru v dvorani Carniege Hall.
The Stranger vsebuje devet skladb. Teksti skladb "Movin' Out (Anthony's Song)", "She's Always a Woman", "Just the Way You Are", "Everybody Has a Dream" in "Only the Good Die Young" so bili končani pred začetkom snemanj, teksti skladb "Vienna", "Scenes from an Italian Restaurant", "The Stranger" in "Get It Right the First Time" pa so bili dokončani v studiu. Album je sestavljen pripovedno; vsaka skladba pripoveduje svojo zgodbo. Epska skladba "Scenes From an Italian Restaurant" se začne kot kratka skladba z naslovom "The Ballad of Brenda and Eddie", ki postane tretja sekcija skladbe. Med komponiranjem skladbe "The Stranger" je Joel zažvižgal temo producentu Ramonu. Joel je želel poiskati instrument, ki bi odigral temo, Ramone pa mu je odvrnil: "Ni ti treba. To je 'The Stranger', žvižganje".
Štirje singli z albuma so se uvrstili na lestvico Billboard Hot 100 v sledečem vrstnem redu: "Just the Way You Are" (3. mesto), "Movin' Out" (17. mesto), "Only the Good Die Young" (24. mesto) in "She's Always a Woman" (17. mesto). Številne skladbe z albuma so postale stalnice na radijskih postajah s klasičnim rockom.
Joel je kasneje dejal, da mu je George Martin napisal pismo, kjer je napisal: "Prav si imel; Motil sem se. Moral bi razmisliti o sodelovanju s tvojo spremljevalno skupino. Čestitke."

## Sprejem
Večina uspeha albuma je bila pripisana Joelovemu sodelovanju s producentom Philom Ramonejem, čigar inovativne produkcijske metode so dopolnile seznam albuma. Njuno sodelovanje je trajalo vse do albuma The Bridge, ki je izšel leta 1986. Med singli, ki so izšli z albuma je bil tudi singl "Just the Way You Are", ki je osvojil grammyja za posnetek leta in grammyja za skladbo leta, akustična balada "She's Always a Woman", kontroverzna "Only the Good Die Young" in "Movin' Out (Anthony's Song)", ki je kasneje posodila naslov muzikalu "Movin' Out", ki govori o delu Billyja Joela. The Stranger je bil prodan večkrat kot album Bridge over Troubled Water, Simona & Garfunkla, ki je bil pred tem najbolje prodajan album založbe Columbia.

## Seznam skladb
Vse skladbe je napisal Billy Joel.
| Stran 1 | Stran 1                             | Stran 1 |
| Št.     | Naslov                              | Dolžina |
| ------- | ----------------------------------- | ------- |
| 1.      | „Movin' Out (Anthony's Song)‟       | 3:30    |
| 2.      | „The Stranger‟                      | 5:10    |
| 3.      | „Just the Way You Are‟              | 4:52    |
| 4.      | „Scenes from an Italian Restaurant‟ | 7:37    |

| Stran 2         | Stran 2                                        | Stran 2 |
| Št.             | Naslov                                         | Dolžina |
| --------------- | ---------------------------------------------- | ------- |
| 1.              | „Vienna‟                                       | 3:34    |
| 2.              | „Only the Good Die Young‟                      | 3:55    |
| 3.              | „She's Always a Woman‟                         | 3:21    |
| 4.              | „Get It Right the First Time‟                  | 3:57    |
| 5.              | „Everybody Has a Dream/The Stranger (Reprise)‟ | 6:38    |
| Skupna dolžina: | Skupna dolžina:                                | 42:13   |

### Izdaja ob 30. obletnici
Julija 2008 je izšla posebna izdaja "30th Anniversary Edition" albuma The Stranger, ki je izšla ob 30. obletnici izdaje omenjenega albuma. Izdaja vsebuje dve posebni izdaji: dvojno izdajo Legacy Edition in Deluxe Limited Edition. Omejena izdaja albuma The Stranger vsebuje zgoščenko originalnega albuma in drugo zgoščenko prej še neizdanega koncerta Live at Carnegie Hall 1977, ki se je odvil 3. junija 1977 v dvorani Carnegie Hall mesec pred snemanjem albuma The Stranger. Deluxe Limited Edition vsebuje DVD z dvema promocijskima videospotoma in Joelov koncert v oddaji "Old Grey Whistle Test" na BBC-ju, ki je potekal leta 1978. Box set vsebuje tudi koncertni poster in faksimile zvezka s kopijami besedil skladb z albuma The Stranger.
Zgoščenka Live at Carnegie Hall, 3. junij 1977
1. "Miami 2017 (Seen the Lights Go Out on Broadway)" – 5:11
2. "Prelude/Angry Young Man" – 6:05
3. "New York State of Mind" – 8:20
4. "Just the Way You Are" – 4:56
5. "She's Got a Way" – 3:32
6. "The Entertainer" – 6:09
7. "Scenes from an Italian Restaurant" – 7:35
8. "Band Introductions" – 2:02
9. "Captain Jack" – 6:51
10. "I've Loved These Days" – 4:29
11. "Say Goodbye to Hollywood" – 6:45
12. "Souvenir" – 2:09

Bonus DVD
- Promocijski videospoti

1. "The Stranger"
2. "Just the Way You Are"

- The Old Grey Whistle Test na BBC1 (Prvič predvajan 14. marca 1978)

1. "Intro"
2. "Miami 2017 (Seen the Lights Go Out on Broadway)"
3. "Movin' Out (Anthony's Song)"
4. "New York State of Mind"
5. "The Entertainer"
6. "She's Always a Woman"
7. "Root Beer Rag"
8. "Just the Way You Are"
9. "Only the Good Die Young"
10. "Souvenir"
11. "Ain't No Crime"

- 30-minutni dokumentarec o nastajanju albuma The Stranger

Best Buy bonus zgoščenka (Live at Nassau Coliseum 12/77)
1. "Just the Way You Are"
2. "Vienna"
3. "The Ballad of Billy the Kid"
4. "Get It Right the First Time"
5. "Summer, Highland Falls"

Target exclusive bonus DVD
1. "Movin' Out (Anthony's Song)" (v živo z Long Islanda, New York)
2. "The Stranger" (v živo z Long Islanda, New York)
3. "Only the Good Die Young" (v živo iz Leningrada, Rusija)
4. "Scenes from an Italian Restaurant" (v živo z Yankee Stadiuma, The Bronx, New York, New York)
5. "Piano Man" (v živo s turneje The River of Dreams Tour)

## Osebje
- Billy Joel – vokali, klavir, klaviature, sintetizatorji, Fender Rhodes
- Doug Stegmeyer – bas kitara
- Liberty DeVitto – bobni
- Richie Cannata – tenor saksofon, sopran saksofon, klarinet, flavta, orgle, tuba
- Steve Khan – električne kitare, akustične kitare
- Hiram Bullock – električna kitara
- Patrick Williams – orkestracija
- Ralph MacDonald – tolkala pri "The Stranger", "Just the Way You Are", "Get It Right The First Time" in "Everybody Has A Dream"
- Hugh McCracken – akustična kitara pri "Just the Way You Are", "Scenes from an Italian Restaurant", "She's Always A Woman", "Get It Right The First Time" in "Everybody Has A Dream"
- Steve Burgh – akustična kitara pri "Just the Way You Are" in "She's Always A Woman"; električna kitara pri "Scenes from an Italian Restaurant"
- Phil Woods – alt saksofon pri "Just the Way You Are"
- Dominic Cortese – harmonika pri "Scenes from an Italian Restaurant" in "Vienna"
- Richard Tee – orgle pri "Everybody Has A Dream"
- Phoebe Snow – spremljevalni vokali pri "Everybody Has A Dream"
- Lani Groves – spremljevalni vokali pri "Everybody Has A Dream"
- Gwen Guthrie – spremljevalni vokali pri "Everybody Has A Dream"
- Patti Austin – spremljevalni vokali pri "Everybody Has A Dream"
- Ted Jensen – masterizacija

Live at Carnegie Hall, 3. junij 1977
- Billy Joel – vokali, klavir, sintetizatorji
- Richie Cannata – saksofoni in klaviature
- Doug Stegmeyer – bas
- Howie Emerson – električne in akustične kitare
- Liberty DeVitto – bobni

## Lestvice
| Lestvica (1978)     | Najvišja uvrstitev |
| ------------------- | ------------------ |
| Avstralija          | 3                  |
| Francija            | 15                 |
| Italija             | 21                 |
| Japonska            | 3                  |
| Kanada              | 2                  |
| Nizozemska          | 36                 |
| Nova Zelandija      | 2                  |
| ZDA (Billboard 200) | 2                  |
| Združeno kraljestvo | 24                 |

| Lestvica (2008) | Najvišja uvrstitev |
| --------------- | ------------------ |
| Japonska        | 28                 |

| Lestvica (1978)            | Mesto |
| -------------------------- | ----- |
| Avstralija                 | 5     |
| Italija                    | 73    |
| Japonska                   | 12    |
| Kanada                     | 2     |
| Nova Zelandija             | 4     |
| ZDA (Billboard Pop Albums) | 4     |

| Lestvica (1979)            | Mesto |
| -------------------------- | ----- |
| Nova Zelandija             | 48    |
| ZDA (Billboard Pop Albums) | 18    |

### Certifikati
| Regija                    | Certifikat   | Prodaja    |
| ------------------------- | ------------ | ---------- |
| Francija (SNEP)           |              | 75,000     |
| Hongkong (IFPI Hong Kong) | Platinast    | 15,000     |
| Japonska (RIAJ)           | Zlat         | 377,000    |
| Kanada (Music Canada)     | 5x platinast | 500,000    |
| ZDA (RIAA)                | Diamanten    | 10,000,000 |
| Združeno kraljestvo (BPI) | Zlat         | 100,000    |